# Kentaurer
För andra betydelser, se Kentaur (olika betydelser).

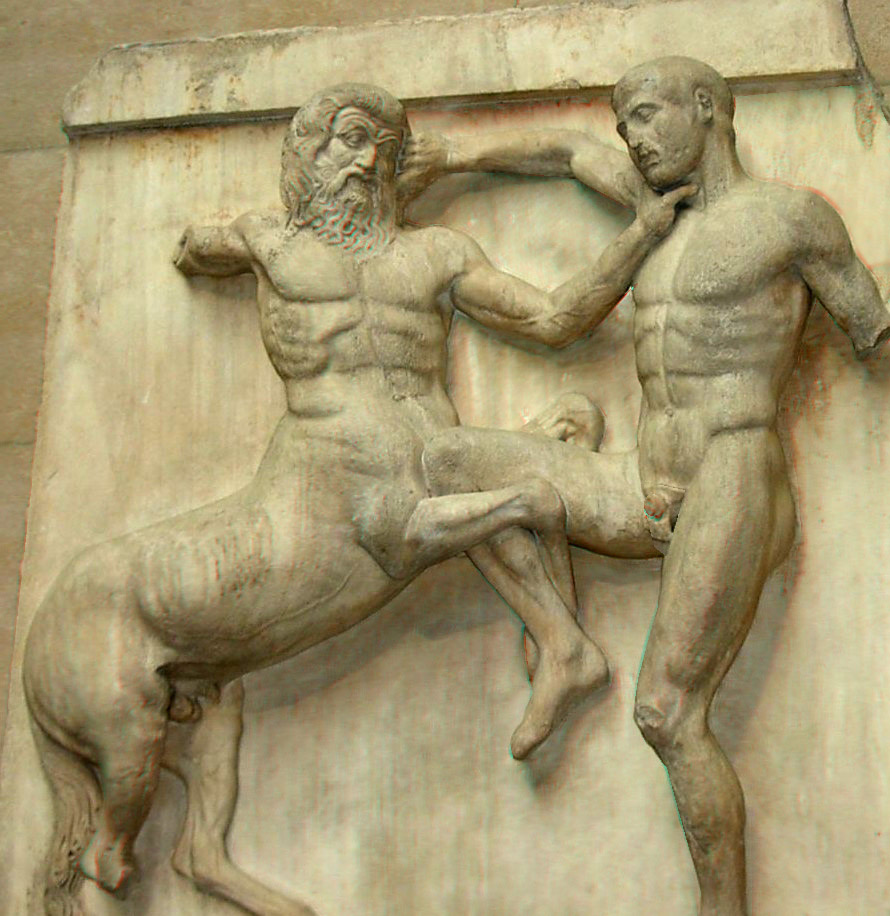
En kentaur på en metop från Parthenon.

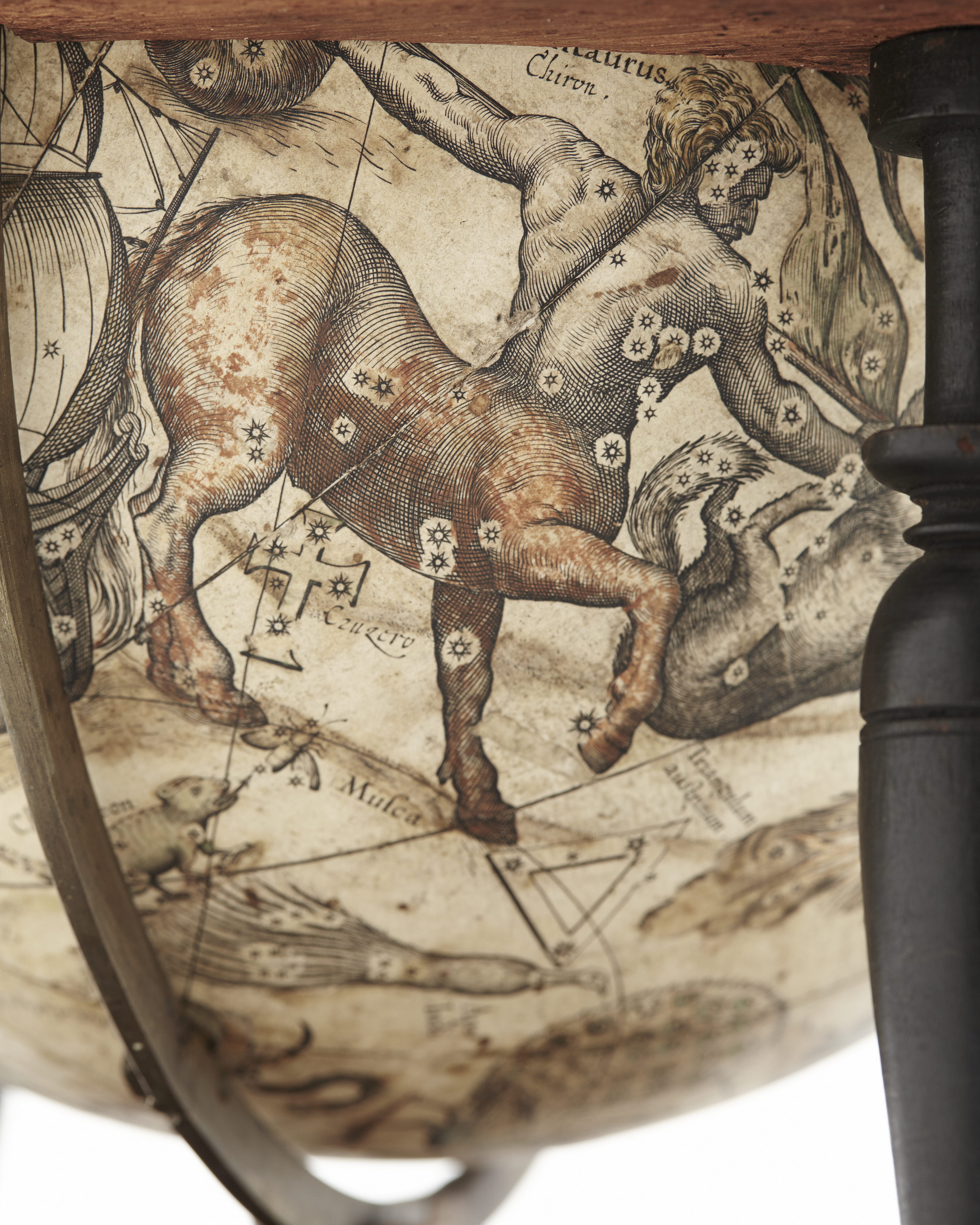
Stjärnbilden Kentauren målad på en himmelsglob från 1602.

Kentaurer eller centaurer är mytologiska varelser med en hästs kropp, men med en människas överkropp där hästens huvud och hals sitter. 
I grekisk mytologi levde kentaurer i bergen i Thessalien, och beskrivs ömsom som vilda och opålitliga och ömsom som vänliga och till och med visa. Det har spekulerats i att kentauren som mytologiskt väsen härstammar från bofasta jordbrukares första intryck av ryttarnomader från den eurasiska stäppen. Även inom romersk mytologi återfinns ett flertal legender om kentaurer.

## Mytologi
I den grekiska mytologin fanns flera legender om kentaurer, bland annat om slagen mellan lapiterna, ett bergsfolk från Tessalien och kentaurerna. Men i de flesta grekiska legender beskrevs kentaurerna som monster som var kända för sitt intag av rusdrycker. De beskrevs ofta som berusade. En av dem berättar om hur flera kentaurer bjöds in till Peirithoos bröllop med Hippodameia, där de blev riktigt berusade av den rikliga tillgången på vin. De började då bråka och förolämpa bruden med ett förfärligt slagsmål som följd där många av kentaurerna dödades.
En legend berättar även om Nessos som var en av de mest sluga och elakaste av kentaurerna. Nessos förgiftades och avled av en pil som sköts av Herakles när Nessos försökte våldta hans hustru Deianeira. Döende rådde han Deianeira att samla upp hans blod och bevara detta för att använda det som ett kärleksmedel. Senare avled Herakles efter att hans hustru givit honom en mantel insmord med Nessos blod. När Herakles försökte ta av sig manteln följde hans kött med.
Den grekiska mytologin har även en legend om kentauren Folos, som var mycket mer godhjärtad än Nessos. Folos led det ironiska och nesliga ödet att tappa en av Herakles förgiftade pilar på sin fot. Herakles odödliggjorde honom då genom att lyfta upp honom på himlavalvet och låta honom bli stjärnbilden Kentauren.

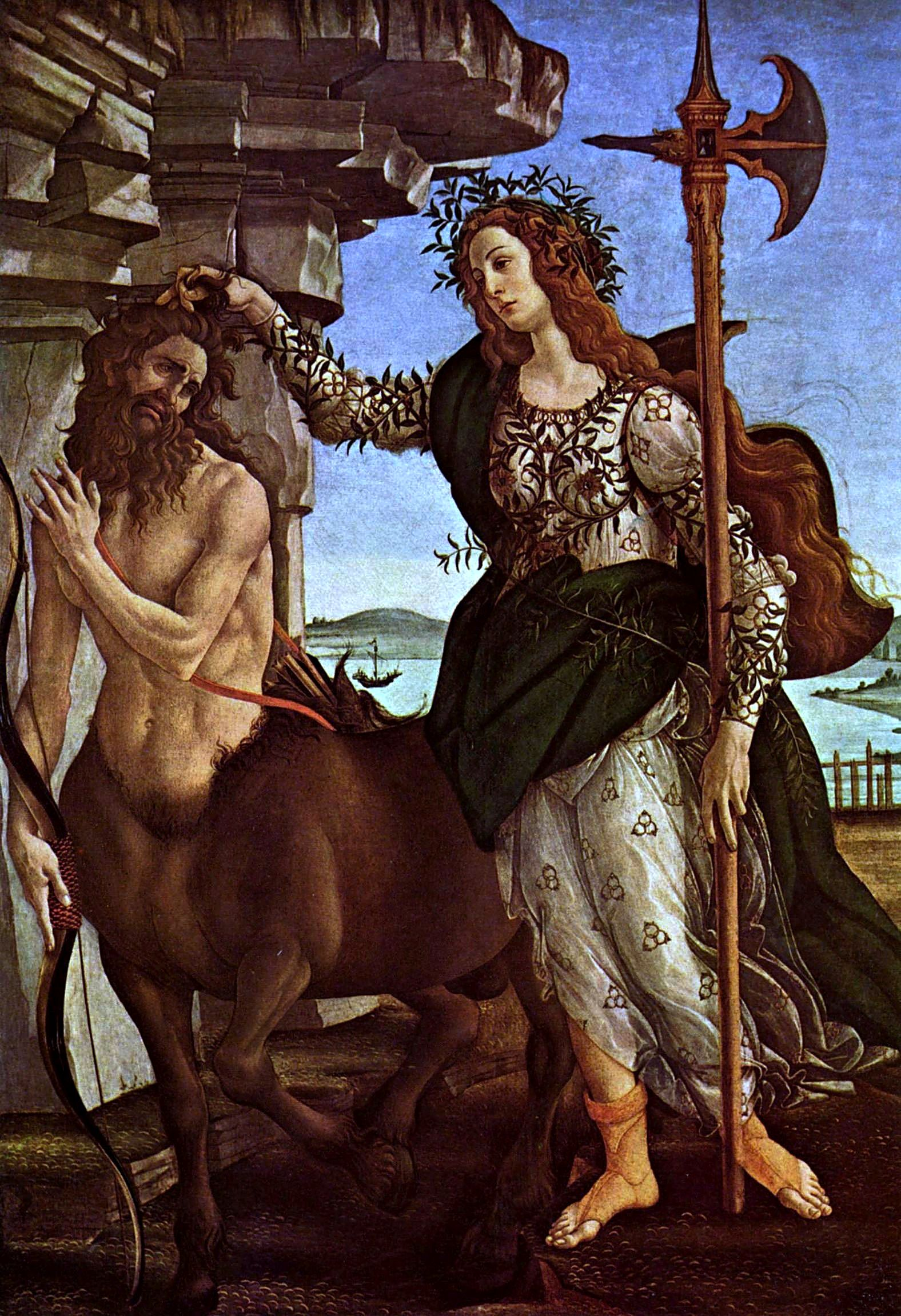
Botticellis "Minerva och kentauren".

En av de mest beundransvärda kentaurerna inom grekiska mytologin var Keiron (även Cheiron, ibland Kiron). Han var son till Kronos och Filyra och bodde på berget Pelion i Tessalien. Keiron uppfostrades och undervisades av Apollon, och Artemis. Keiron var en mycket skicklig jägare, musiker, läkare och profet, och han undervisade flera av de grekiska mytologiska hjältarna så som Akilles och Jason. Keiron var även kentaurernas anförare. Keiron var odödlig men drabbades av ett liknande öde som Folos, efter att ha träffats av en av Herakles förgiftade pilar valde han att dö istället för titanen Prometheus. Gudarna värdesatte Keiron högt och när han dog placerade gudarnas konung Zeus honom bland stjärnorna på himlen i form av stjärnbilden Skytten. 

## Kentaurer i konsten
Runt 500-400 f.Kr. avbildades kentaurerna ofta som krigiska varelser med en mans överkropp och en hästs underkropp. Under senare tid under antiken, framförallt i Rom, började man avbilda hela kentaurfamiljer med både kentaurkvinnor och kentaurbarn. Kentaurerna framställs dock i de flesta sammanhang som osedliga och oregerliga barbarer som ej kan lägga band på sig, de lever utanför städerna, utanför det kultiverade och pastorala, i bergen. I decennierna som följde Persiska krigen avbildades centauromachi (striden mellan lapiterna och kentaurerna) tre gånger på Akropolis i Aten. Vissa forskare anser att centauromachi i dessa fall är en allegori för segern över perserna. Motivet förekom på Fidias Athenastaty i Parthenontemplet i Aten. Motiven är även vanligt förekommande i Delfi. Under senare tidsepoker, framförallt renässansen, är kentaurerna vanligt förekommande motiv. De återfinns även i populärkulturen, så som i den amerikanska TV-serien Xena - Krigarprinsessan.

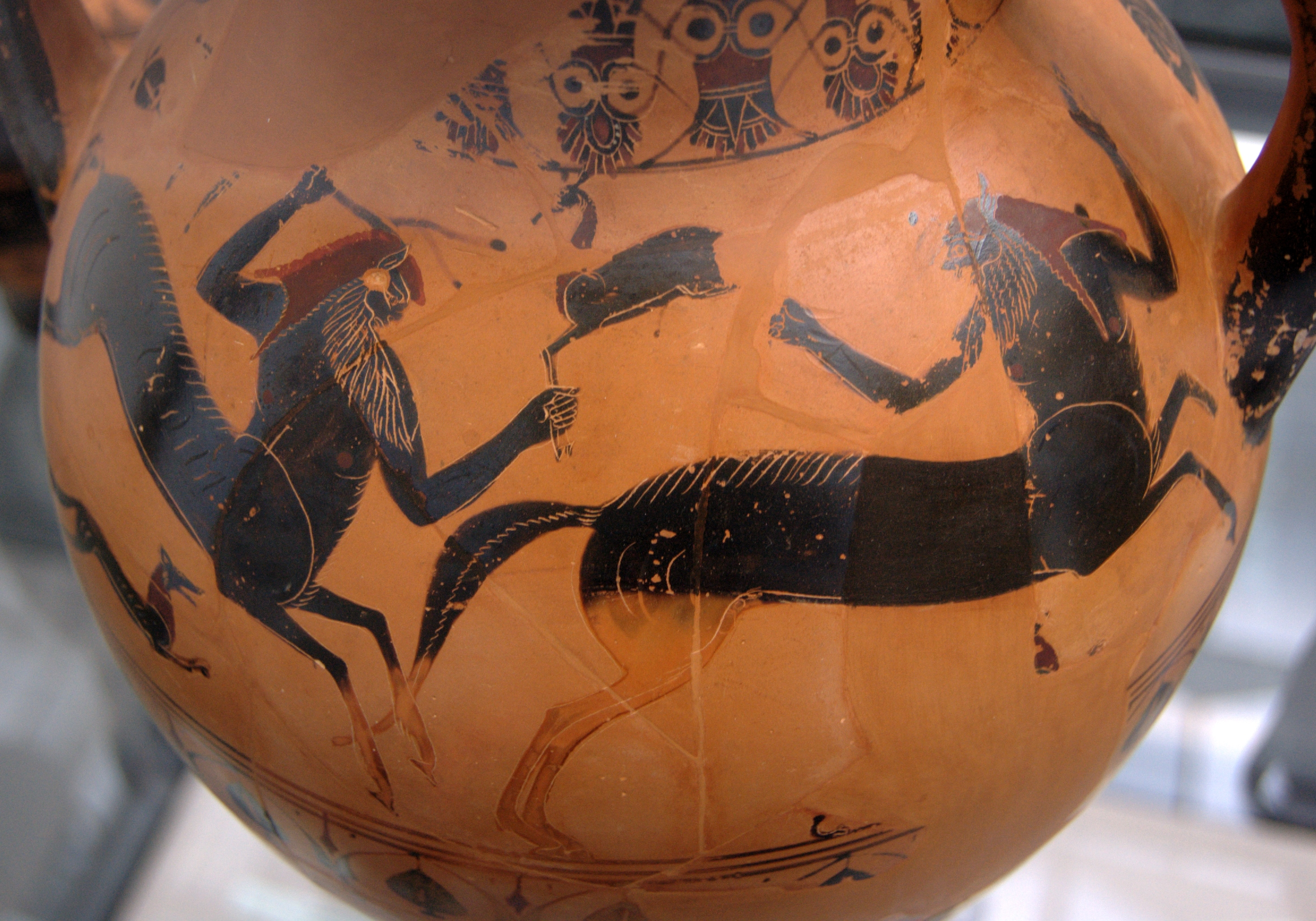
Svartfigurig keramik föreställande kentaurer, cirka 540–530 f.Kr.